# Kurt Zehe
Kurt Zehe (* 12. Januar 1913 in Königsberg; † 1969) war ein deutscher Catcher und Schauspieler. Zehe war 2,19 Meter groß, hatte Schuhgröße 58 und Kopfgröße 68.

## Leben und Wirken
Seit 1935 war er „Profi-Ringer“ und übersiedelte im selben Jahr von Chemnitz nach Berlin. 1936 kämpfte er in Danzig vor 8000 Zuschauern gegen den 2,10 Meter großen Polen Leo Grabowski. Von abends halb neun bis dreiviertel elf dauerte der Kampf, den Zehe gewann. 1939 siegte er bei einem Turnier in Wien.
In Küstrin war er Soldat. Die Uniform musste maßgeschneidert werden, auch der Stahlhelm war Handarbeit. 1942 wog er 195 Kilogramm. Mit dem Kriegsende kam er in sowjetische Gefangenschaft. Bei seiner Entlassung wog er nur noch 135 Kilo.
Er fand eine Beschäftigung auf dem Berliner Schlachthof. Im Berliner Palast rang er bald wieder. Einer der Gegner Zehes war 1947 Weltmeister Hans Schwarz jr., der Sohn von Hans Schwarz, der ihn nach dreiviertel Stunden besiegte. Bis 1949 stieg Zehes Gewicht auf 156 Kilogramm, bis 1952 brachte es der „Homosaurier“ auf 213,5 Kilogramm. Am 21. September 1951 unterlag er in Frankfurt am Main dem früheren Boxchampion Primo Carnera. 1952 besiegte er als „Gargantua“ in Haringey, Großbritannien, den früheren Boxer Jack Doyle.
In Robert und Bertram wirkte Zehe 1939 als „sehr großer Mann auf dem Rummelplatz“ erstmals in einem Film mit. Nach dem Krieg setzte er seine Filmauftritte fort. In dem Heimatfilm-Klassiker Schwarzwaldmädel übernahm er eine ziemlich umfangreiche Aufgabe als hünenhafter, eifersüchtiger Hausknecht Gottlieb. In Schwarzwaldmelodie und Schwarzwälder Kirsch war er in ähnlichen Rollen zu sehen.

## Filmografie
- 1939: Robert und Bertram
- 1940: Der ungetreue Eckehart
- 1941: Das tapfere Schneiderlein
- 1942: So ein Früchtchen
- 1950: Schwarzwaldmädel
- 1950: Die Sterne lügen nicht / Herr Megelein ist nicht zu sprechen
- 1956: Schwarzwaldmelodie
- 1958: Die Frau des Fotografen oder Die große Liebe
- 1958: Schwarzwälder Kirsch